# Formenti
Pour les articles homonymes, voir Formenti (homonymie).
Formenti Group est un groupe industriel italien à structure familiale du secteur de l'électronique grand public et professionnelle. Le groupe a également été fabricant d'appareils électroménagers.

## Histoire
L'entreprise a été créée à Desio, ville industrielle située au nord de Milan, par l'entrepreneur Carlo Formenti en 1947 sous l'appellation Carlo Formenti S.a.s., dont l'objet était la production de radio, unique moyen d'information oral de l'époque, de sa propre conception, sous sa marque mais aussi pour le compte d'autres marques. 
En 1953, la demande étant importante, il déplace son atelier plus vaste et l'effectif atteint 80 salariés. Il va pouvoir lancer la fabrication de ses téléviseurs en noir et blanc, surtout destinés à être commercialisés sous des marques connues comme Telefunken, Singer et Siemens. Trois ans plus tard, la société est sollicités pour fournir ses téléviseurs à l'étranger, pour y être distribués sous les marques de grandes chaînes européennes de magasins.
En 1961, à la recherche d'ateliers supplémentaires, l'entreprise rachète l'usine italienne de la société américaine "Admiral" installée dans la ville voisine de Concorezzo, et ses 1.000 salariés qui offre une capacité de fabrication de 500 unités par jour. La société a également récupéré les droits d'utilisation de la marque. Carlo Formentini crée de ce fait la société Admiral Formenti S.p.A. dont le siège social est à Milan. La société deviendra en quelques années une des entreprises les plus importantes du secteur. Carlo Formentini se lance alors dans l'électroménager avec la production d'une gamme de lave-linges.
Pendant les années 1970, la période la plus faste pour ce secteur industriel en Europe, avec l'abolition progressive des droits de douane entre les pays de la CEE, la dénomination sociale de la société devient Industrie Formentini S.p.A. et le siège social est transféré à Lissone. 
En 1972, la société inaugure une nouvelle usine ultra moderne à Sessa Aurunca, dans le sud de l'Italie, dans la province de Caserte destiné à la production de téléviseurs couleur sous les marques Admiral, Phoenix, Philco, Televideon et Uranya. Carlo Formenti fut un des tout premiers industriels en Europe à produire ce type de téléviseur, jugé trop chers pour un nombre d'émissions diffusées en couleurs pas assez important. Ses productions seront exportées à plus de 90% dans les pays européens en France et Allemagne notamment. 
À partir de 1983, le groupe Formenti commercialise ses produits sous une marque supplémentaire White-Westinghouse, qui sera le plus recherché pour les téléviseurs, les magnétoscopes et les électroménagers fabriqués par le groupe italien. Quelques années plus tard, la société diffusera également ses produits sous les marques DuMont et Schaub-Lorenz. 
Ayant souffert de la crise générale du secteur des années 1980, en 1984 la holding publique italienne REL lui vient en aide en entrant au capital à hauteur de 27,75%. À l'époque, l'entreprise qui avait 580 salariés directs dans ses deux usines fut une des rares sociétés à avoir bénéficié des aides de REL et à avoir assaini sa situation financière en aussi peu de temps. 
En 1989, le groupe modernise et agrandit l'usine de Sessa en installant, parmi les toutes premières entreprises de ce secteur au monde, une chaîne de montage entièrement automatisée ce qui a permis à l'entreprise d'augmenter sa productivité en passant de 300 à 2.200 appareils fabriqués par jour avec le même effectif en personnel. L'usine de Concorezzo fut convertie pour la fabrication d'écrans pour ordinateurs et distributeurs de billets. 
Le groupe va connaître une nouvelle période faste durant les années 1990. Son chiffre d'affaires passera de 108 milliards de lire en 1991 à 310 milliards en 1999. En 1997, le groupe lombard a fait l'acquisition des marques Imperial et Sèleco avec ses filiales  Brionvega, Phonola et Tandberg ainsi que le site industriel de Pordenone qui sera entièrement modernisé en 1998. DE ce fait, la famille Formenti avait constitué un groupe important qui avait pris le nom de Sèleco-Formenti S.p.A., dont Carlo Formenti, le fondateur, était PDG et ses fils Giovanni, CEO et Giulio conseiller.

À partir des années 2000, le groupe Formenti va connaître une phase de déclin. Les ventes vont reculer en raison de la concurrence sauvage des produits fabriqués en Asie et sans qu'aucune mesure de lutte anti dumping soit prise par l'Union européenne. Pour ne pas risquer la faillite, le groupe décide d'arrêter la fabrication de certains produits trop concurrencés ce qui l'obligea à fermer ses deux de  Concorezzo en 2000 et de Sessa Aurunca en 2003. Elle dû également réduire son activité et le nombre de salariés sur le site de Pordenone,.
. 

### La fermeture et l'avenir des marques
En 2004, la société a été mise en liquidation judiciaire par le Tribunal de Monza. L'usine de Pordenone et les marques Sèleco, Brionvega et Imperial sont rachetés en 2006 par la société Super//Fluo, dont le siège est à Udine appartenant aux frères Carlo et Marco Asquini qui n'auront le temps de relancer la fabrication des téléviseurs Imperial, des radios Sèleco et un nouveau modèle de téléviseur LED Brionvega avant de péricliter à leur tour.
Les marques de l'ancien groupe Formenti sauf Brionvega qui sera reprise par SIM2 Multimedia, seront rachetées par Selek Technology. Cette société cèdera en décembre 2016 la marque Sèleco à la société Twenty S.p.A. qui prendra en mai 2017 la dénomination Sèleco, avec pour objectif de fabriquer en Italie dans l'usine historique de Pordenone, une ligne complète haut de gamme de téléviseurs LED au design futuriste,.